# الملاحظة بالمشاركة في علم الأنثروبولوجيا
الملاحظة بالمشاركة في علم الأنثروبولوجيا: يعتمد الأنثروبولوجيون على تطبيق المنهج العلمي بجميع عناصره معتمدين على طرق بحث معينه أهمها الملاحظة بالمشاركة أو المعايشة، وتعزى هذه الوسيلة في الأنثروبولوجي إلى برونسيلاف مالينوفسكي (1922).
ويطلق عليها العلماء مصطلح (التدخل الوظيفي) حيث إن الباحث في بداية دراسته الميدانية يواجه مشكلة الدور الذي يجب أن يؤديه في مجتمع الدراسة للحصول على البيانات والمعلومات الصحيحة، حيث إن وجود الباحث في عشيرة أو قبيلة ما تدفع الأفراد موضع الملاحظة إلى تغيير سلوكهم العادي أو إلى الإدلاء بأقوال لا تعبر عن الواقع، وذلك لشعورهم بأنهم خاضعون لملاحظة غيرهم، ولذلك وجب على الباحث أن يقوم بدور ما في المجتمع حتى يقبله أفراد المجتمع وكانه أحدهم، وبالتالي يكتسب ثقتهم ويضعف شعور العداء لديهم فيجمع المعلومات الصحيحة. 

## شروط نجاح عملية الملاحظة
يحدد العلامة إيفانز بريتشارد شروط نجاح عملية الملاحظة بالمشاركة في الأنثرووبولوجيا الاجتماعية في الآتي: 
- أن تسبقها مرحلة تخصص ودراسة نظرية كافية في الأنثروربولوجيا عامة وعلم الاجتماع خاصة، فيكون على الأقل قد حصل الباحث على درجة جامعية أولى في أحد فروع العلوم الاجتماعية قبل الدراسة الميدانية وتطبيق الملاحظة بالمشاركة.
- أن يقضي الباحث فترة كافية في مشاركة أفراد المجتمع موضوع الدراسة في معيشتهم، ويجب ألا تقل الفترة عن عام، ولا شك أن تحديد الفترة الكافية يرتبط بعوامل متعدده مثل (حجم المجتمع وطبيعة المشكلة المراد دراستها).
- أن يكون الباحث طوال فترة الملاحظة على صلة وثيقة بالأهالي عن طريق اشتراكه في معظم جوانب حياتهم الاجتماعية.
- أن يستخدم الباحث في حديثه مع أفراد مجتمع الدراسة لغتهم الوطنية ولايستخدم المترجم لفشل المترجم كثيرا في نقل الأفكار والمعاني بالدقة الكاملة.
- أن يدرس الباحث جوانب الحياة الاجتماعية كلها لفهم البناء الاجتماعي وتحديد وظائفه.
- لا بد من توفر نوع معين من الشخصية والمزاج، فبعض الناس لايستطيعون تحمل مشاق العزلة عن وطنهم الأصلي، فغالبا تكون الحياة في مجتمع الدراسة قاسية كالظروف غير الصحية في المجتمعات البدائيه مثلا.
- أن يتخلى الباحث عن قيمه وثقافته بقدر المستطاع، حتى يتمكن من تحقيق الملاحظة الموضوعية.
- يحتاج الباحث لمهارة أدبية في نقل البناء الاجتماعي إلى لغته، ووصف ذلك البناء وتحليله، فعليه أن يبين ويشرح معنى الظواهر الاجتماعية التي لاحظها وأن يبرز هذا المعنى بوضوح في صور تجارية أخرى، ويقتضي ذلك مهارة في إدراك الصيغ والنماذج اللغوية وتميزها، فالمهم أن يكون ذلك الباحث قادرا على التعبير والكتابة بلغة واضحة سليمة.

## ميزات البحث بالاعتماد على عملية الملاحظة
يفضل بعض الباحثين اللجؤ إلى الاعتماد على وسيلة الملاحظة بالمشاركة وذلك لميزاتها التالية:
- إمكانية الحصول على معلومات وفيرة عن مجتمع الدراسة.[2]
- تكوين صورة واقعية للظاهر الملاحظة.[2]
- الوصول إلى تحليل عميق وتفسير أكثر دقة.[3]
- تتيح إمكانية استخدام الحواس الخمس في جمع الحقائق.[4]
- الملاحظ هو الذي يقرر ويحدد المعلومات وليس المبحوث.[4]
- يعد مجتمع البحث عينة شاملة ويكون كل فرد في المجتمع مصدرا للمعلومات مما يتيح المجال الحصول على معلومات أكثر دقة وشمولية.[5]
- تصلح لجمع المعلومات ممن لا يعرفون القراءة والكتابة مثل المجتمعات البدائية والأطفال وكبار السن.[6]